# Bruton Smith
Ollen Bruton Smith (* 3. März 1927 in Oakboro, North Carolina; † 22. Juni 2022) war ein US-amerikanischer Motorsportveranstalter und Eigentümer sowie CEO von Speedway Motorsports, Inc., der diverse NASCAR-Rennstrecken gehören. Smith galt als einer der mächtigsten Männer im US-amerikanischen Motorsport und wurde für das Jahr 2006 in der Forbes 400-Liste der reichsten Amerikaner auf Platz 278 mit einem geschätzten Vermögen von rund 1,4 Milliarden US-Dollar geführt. Im Jahre 2007 wurde Smith in die International Motorsports Hall of Fame aufgenommen.

## Hintergrund
Bruton Smith sah sein erstes Autorennen im Alter von acht Jahren. Seinen ersten Rennwagen kaufte er sich mit 17. Im Alter von 18 Jahren veranstaltete er erste Autorennen in Midland, North Carolina. Er behauptete, er könne die NASCAR-Legenden Buck Baker und Joe Weatherly besiegen. Auf Wunsch seiner Mutter gab er das Rennfahren auf.

## Geschäftstätigkeit

### Speedway Motorsports
Smith baute den Charlotte Motor Speedway, den heutigen Lowe’s Motor Speedway im Jahre 1959 für 1,5 Millionen US-Dollar mit finanzieller Unterstützung seines reichen Schwagers. Der bekannte Rennfahrer Curtis Turner half bei der Werbung für die Rennstrecke. Als das Kapitel zuneige ging, führte ein vom Gericht berufener Treuhänder zunächst die Geschäfte mit unbezahlter Hilfe von Smith, bevor dieser einige Jahre später erneut die alleinige Kontrolle erlangte.
Später gründete er Speedway Motorsports, Inc. (SMI), die im Besitz von sieben NASCAR-Rennstrecken ist. Dazu gehören der Lowe’s Motor Speedway bei Charlotte, North Carolina, der Atlanta Motor Speedway, Bristol Motor Speedway, Sears Point Raceway, Las Vegas Motor Speedway, New Hampshire Motor Speedway und Texas Motor Speedway. Im Jahre 1995 verblüffte er die Motorsportwelt, als er mit seiner Firma an die Börse ging. Die Aktien von Speedway Motorsports, Inc. waren die ersten eines Motorsportunternehmens, die an der New York Stock Exchange gehandelt wurden. Smith war bis 2004 auch der Chief Executive Officer von Speedway Motorsports.

#### Lowe’s Motor Speedway-Kontroverse
Zu einer großen Kontroverse um den Lowe’s Motor Speedway kam es im September/Oktober 2007, als Smith Pläne zum Bau einer Dragster-Rennstrecke nahe dem bereits bestehenden Speedway vorstellte. In der Bevölkerung von Concord, North Caroline kam es zu Widerstand, da sie befürchteten, der Bau würde zu weiteren Lärm- und Verkehrsbelastung führen. Der Stadtrat von Concord änderte daraufhin den Bebauungsplan für die betroffene Region, um so den Bau zu verhindern. Am 2. Oktober 2007 forderte Smith, die Änderungen rückgängig zu machen oder er würde den Speedway schließen und an eine andere Stelle innerhalb des Stadtgebiets von Charlotte neu aufbauen, was für die Stadt Concord den Verlust von mehreren hundert Millionen US-Dollar bedeutet hätte. Smith gab an, ein entsprechendes Projekt mit 350 Millionen US-Dollar und in nur elf Monaten zum Abschluss bringen. Auf Druck des Bürgermeisters und des Gouverneurs von North Carolina Michael Easley nahm der Stadtrat die Änderung zurück.
Am 26. November 2007 verkündete Smith, den Lowe’s Motor Speedway an seiner gegenwärtigen Position in Concord zu belassen. Seine Entscheidung war eine Antwort auf ein Angebot von Stadt, County und Bundesstaat, welches einen geschätzten Wert von 80 Millionen US-Dollar besaß. Als Teil des Angebots wird der Speedway Boulevard, die Zufahrtsstraße zum Lowe’s Motor Speedway, in Bruton Smith Boulevard umbenannt und ausgebaut werden. Drei weitere große Straßenbauprojekte sind ebenfalls Teil des Angebots.

### Andere Geschäfte
- Smith ist zudem Gründer von Sonic Automotive, einer Gruppe von rund 200 Autohäusern verteilt über die Vereinigten Staaten.[4]
- Smith war Teilhaber der Kannapolis Intimidators, einem Baseballteam, zusammen mit Dale Earnhardt.

## Soziales Engagement
Smith unterstützte Hilfsprojekte für Kinder mit seiner Wohltätigkeitsorganisation Speedway Children’s Charities. Zudem spendete er 50 Millionen US-Dollar für ein Monorailprojekt nahe dem ursprünglichen Charlotte Speedway, wo das erste offizielle Rennen von NASCAR stattfand. Das Monorail-Projekt war mit dafür verantwortlich, dass Charlotte den Zuschlag für die NASCAR Hall of Fame bekam. Sie wird die Hall of Fame mit dem Lowe’s Motor Speedway verbinden.

## Kritik
Smith erwarb zusammen mit Bob Bahre im Jahre 1996 die Hälfte des historischen und bei den Fans beliebten North Wilkesboro Speedway. Aufgrund des Alters der Rennstrecke, den veralteten Einrichtungen und relativ geringen Zuschauerkapazität entschieden sich Bahre und Smith, die beiden Rennen des Winston Cups auf Bahres New Hampshire International Speedway und Smiths Texas Motor Speedway zu verlegen. Hierfür erntete Smith Kritik von den auf Tradition bedachten NASCAR-Fans. Sie warfen ihm vor, NASCAR weg von seinen Ursprüngen in den kleineren Städten North Carolinas mit seinen vielen Short Tracks hin zugunsten größerer Rennstrecken mit höherer Zuschauerkapazität zu verändern und dabei die Geschichte von NASCAR zu ignorieren.

## Auszeichnung
- International Motorsports Hall of Fame (2007)[5]
- North Carolina Business Hall of Fame (2006)
- Stock Car Racing Hall of Fame (2006)[8]